# Špik
Špik är ett berg i juliska alperna i nordvästra Slovenien. Med sina 2 472 meter är det ett av de högsta bergen i bergskedjan.